# كوني ويليس
كوني ويليس (بالإنجليزية: Connie Willis) (و. 1945  م) هي روائية، وشاعرة، وكاتِبة، وكاتبة خيال علمي أمريكية، ولدت في دنفر.

## جوائز
حصلت على جوائز منها:
- جائزة دامون نايت التدكارية من رتبة أستاذ أعظم  [لغات أخرى]‏ (2012)
- جائزة لوكوس لأفضل رواية خيال علمي  [لغات أخرى]‏، عن عمل: Blackout/All Clear [الإنجليزية]‏ (2011)
- جائزة هوغو لأفضل رواية، عن عمل: Blackout/All Clear [الإنجليزية]‏ (2011)
- جائزة نيبولا لأفضل رواية، عن عمل: Blackout/All Clear [الإنجليزية]‏ (2010)
- جائزة هوجو لأفضل نوفيلا، عن عمل: All Seated on the Ground [الإنجليزية]‏ (2008)
- جائزة هوجو لأفضل نوفيلا، عن عمل: Inside Job (novella) [الإنجليزية]‏ (2006)
- جائزة لوكوس لأفضل رواية خيال علمي  [لغات أخرى]‏، عن عمل: Passage (Willis novel) [الإنجليزية]‏ (2002)
- Bob Morane Award  [لغات أخرى]‏، عن عمل: To Say Nothing of the Dog [الإنجليزية]‏ (2001)[27]
- جائزة هوجو لأفضل نوفيلا، عن عمل: The Winds of Marble Arch  [لغات أخرى]‏ (2000)[28]
- جائزة لوكوس لأفضل رواية خيال علمي  [لغات أخرى]‏، عن عمل: To Say Nothing of the Dog [الإنجليزية]‏ (1999)
- جائزة هوغو لأفضل رواية، عن عمل: To Say Nothing of the Dog [الإنجليزية]‏ (1999)
- جائزة هوغو لأفضل قصة قصيرة، عن عمل: The Soul Selects Her Own Society [الإنجليزية]‏ (1997)[29]
- جائزة إجنوتوس لأفضل رواية أجنبية  [لغات أخرى]‏، عن عمل: Doomsday Book (novel) [الإنجليزية]‏ (1995)
- جائزة هوغو لأفضل قصة قصيرة، عن عمل: Death on the Nile ‏ (1994)[30]
- جائزة لوكس لأفضل قصة قصيرة  [لغات أخرى]‏، عن عمل: Close Encounter ‏ (1994)[30]
- Kurd Lasswitz Award for Best Foreign Work  [لغات أخرى]‏، عن عمل: Doomsday Book (novel) [الإنجليزية]‏ (1994)
- جائزة هوغو لأفضل قصة قصيرة، عن عمل: Even the Queen [الإنجليزية]‏ (1993)
- جائزة لوكس لأفضل قصة قصيرة  [لغات أخرى]‏، عن عمل: Even the Queen [الإنجليزية]‏ (1993)
- جائزة لوكوس لأفضل رواية خيال علمي  [لغات أخرى]‏، عن عمل: Doomsday Book (novel) [الإنجليزية]‏ (1993)
- جائزة هوغو لأفضل رواية، عن عمل: Doomsday Book (novel) [الإنجليزية]‏ (1993)
- جائزة نابيولا لأفضل قصة قصيرة  [لغات أخرى]‏، عن عمل: Even the Queen [الإنجليزية]‏ (1992)
- جائزة نيبولا لأفضل رواية، عن عمل: Doomsday Book (novel) [الإنجليزية]‏ (1992)
- جائزة هوجو لأفضل نوفيلا، عن عمل: The Last of the Winnebagos [الإنجليزية]‏ (1989)
- جائزة نيبولا لأفضل رواية قصيرة [الإنجليزية]‏، عن عمل: At the Rialto ‏ (1989)[31]
- جائزة نابيولا لأفضل رواية  [لغات أخرى]‏، عن عمل: The Last of the Winnebagos [الإنجليزية]‏ (1988)
- جائزة جون دبليو كامبل التذكارية لأفضل رواية خيال علمي، عن عمل: Lincoln's Dreams [الإنجليزية]‏ (1988)
- جائزة هوغو لأفضل رواية، عن عمل: Fire Watch (short story) [الإنجليزية]‏ (1983)
- جائزة نيبولا لأفضل رواية قصيرة [الإنجليزية]‏، عن عمل: Fire Watch (short story) [الإنجليزية]‏ (1982)
- جائزة نابيولا لأفضل قصة قصيرة  [لغات أخرى]‏، عن عمل: A Letter from the Clearys [الإنجليزية]‏ (1982).

## روابط خارجية
- كوني ويليس على موقع IMDb (الإنجليزية)
- كوني ويليس على موقع ميوزك برينز (الإنجليزية)
- كوني ويليس على موقع إن إن دي بي (الإنجليزية)